# Романовка (Подольский район)
Романовка (укр. Романівка) — село, относится к Подольскому району Одесской области Украины.
Население по переписи 2001 года составляло 138 человек. Почтовый индекс — 66332. Телефонный код — 4862. Занимает площадь 0,37 км². Код КОАТУУ — 5122985103.

## История
В 1945 г. Указом ПВС УССР объединены села Романовка и Вулики.

## Местный совет
66332, Одесская обл., Подольский р-н, с. Нестоита